# Maqên
Maqên (en tibetano, རྨ་ཆེན; pinyin tibetano, Maqên; literalmente, ‘la montaña más grande’ en chino, 玛沁县; pinyin, Mǎqìn, léase Ma-Chin) es un condado bajo la administración directa de la Prefectura Golog en la Provincia de Qinghai, República Popular China. Su área es de 13 460 km² y su población total para 2010 superó los 50 mil habitantes.
Se ubica en una zona de valle en las montañas Qilian a 3700 metros sobre el nivel del mar a orillas del río Huangshui, tributario del Río Amarillo.

## Administración
Desde 2010 el condado de Maqên se dividen en 2 poblados 6 villas:
- Poblado Lajia (拉加镇)
- Poblado Dawu (大武镇)
- Villa Dawu (大武乡)
- Villa Xuěshān (雪山乡)
- Villa Dōngqīng gōu (东倾沟乡)
- Villa Dāngluò (当洛乡)
- Villa Yōuyún (优云乡)
- Villa Xiàdà wǔ )下大武乡)

## Clima
Maqên tiene un clima continental frío. La temperatura media anual es de -3,8 a 3,5 °C, en la noche. La precipitación anual está entre los 423 a 565 mm, con 2313 a 2607 horas de sol. La primavera es seca y ventosa, mientras el verano es corto y lluvioso, a menudo con granizo. El periodo libre de heladas es de 80 a 95 días.

## Recursos
Flora
Debido a su altura entre los 3200 a 4200 m.s.n.m. la zona está cubierta por pastizales, hay grandes cultivos de cereales como el trigo y áreas boscosas de abetos y enebros en las orillas de los ríos. Se cultivan plantas medicinales
Fauna
hay más de más de 20 especies raras de animales como: el yak salvaje, antílope, ciervo, ovejas , argalí, leopardo de las nieves, el ciervo almizclero, oso pardo, el lince, gacela de Mongolia, alces, nutrias y chacales. Aves silvestres protegidas como: grúa, cisne, águila, búhos, urracas, palomas, pájaros carpinteros, etc. Hay especies nativas de peces.

## Economía
La columna de la economía es la agricultura y la ganadería, la industria secundaria es importante. Como sede de gobierno de la prefectura se ubican los edificios administrativos.